# Vlag van Zapopan

Vlag van Zapopan (ratio 4:7)

De vlag van Zapopan toont het wapen van Zapopan centraal op een groen-gouden achtergrond; waarbij de hoogte-breedteverhouding van de vlag net als die van de Mexicaanse vlag 4:7 is.
De vlag wordt sinds 2014 door de gemeenteraad gebruikt als representatief symbool van de stad.